# (25885) Wiesinger
(25885) Wiesinger est un astéroïde de la ceinture principale d'astéroïdes.

## Description
(25885) Wiesinger est un astéroïde de la ceinture principale d'astéroïdes. Il fut découvert le 24 septembre 2000 à Socorro (Nouveau-Mexique) par le projet LINEAR. Il présente une orbite caractérisée par un demi-grand axe de 2,54 UA, une excentricité de 0,08 et une inclinaison de 2,7° par rapport à l'écliptique.

## Compléments